# Jacob Nena

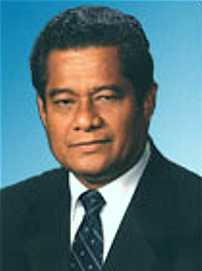
Jacob Nena

Jacob Nena (* 10. Oktober 1941 in Lelu Village auf Lelu bei Kosrae, Japanisches Südseemandat; † 6. Juli 2022 in Sacramento, Kalifornien, Vereinigte Staaten) war ein US-amerikanischer Politiker der Föderierten Staaten von Mikronesien und vierter Präsident des Staates von 1996 bis 1999.
Zwischen 1964 und 1968 besuchte er das College of Guam, wo er einen ersten Abschluss in politischer Wissenschaft, Englisch und Ökonomie erwarb. 1972 erwarb er einen Master-Abschluss in öffentlicher Verwaltung und Wirtschaftsmanagement an der Universität von Hawaii in Manoa, einem Stadtteil von Honolulu. Bis 1977 war er in der Verwaltung von Kosrae beschäftigt, ehe er 1979 zum ersten Gouverneur von Kosrae gewählt wurde. Nach Ende der Amtszeit wechselte er in die Föderationspolitik und war als Senator im 5. und 6. Kongress Mikronesiens tätig. 1991 wurde er Vizepräsident von Mikronesien unter Bailey Olter. Nachdem dieser im Juli 1996 einen Schlaganfall erlitten hatte, übernahm Nena am 8. November 1996 zunächst kommissarisch das Amt. Am 8. Mai 1997 wurde er dann offiziell vereidigt und führte die restliche Amtszeit von Olter bis 1999 zu Ende.